# Никола Шећероски
Никола Шећероски (Радожда, 1934 — Београд, 20. мај 2008) био је српски политичар.

## Биографија
Рођен је 1934. године у селу Радожда на обали Охридског језера. По образовању је био фасадер. Био је кандидат групе грађана на првим вишестраначким изборима за председника Србије одржаним 1990. године. За кандидатуру је сакупио 12.236 потписа. У предизборној кампањи је често користио „четке и метле” као метафору за чишћење корупције, па су се у јавности шириле шале на његов рачун. На изборима је освојио 26. место са 3.168 гласова.
Био је познат и по улози градоначелника у филму Повратак Фистмена.
Живео је у Великом Мокром Лугу. Умро је у Београду 20. маја 2008. године.